# Capitaine de frégate (Canada)
Pour les articles homonymes, voir Capitaine de frégate et Commander.
Capitaine de frégate ou Commander est un grade utilisé dans la Marine militaire canadienne. 

## Description
Dans la Marine royale canadienne des Forces armées canadiennes, le grade de capitaine de frégate existe depuis 1996 pour le Cadre des Instructeurs de Cadets et pour toute la Marine depuis 1998. Son abréviation est « Capf » et on s'adresse à lui en lui disant « Capitaine ». Anciennement, le nom du grade était « Commander », qui reste le terme anglais en vigueur. Ce grade correspond à celui de lieutenant-colonel dans l'Armée canadienne et dans l'Aviation royale du Canada. 
| Précédé par Capitaine de corvette | Capitaine de frégate | Suivi par Capitaine de vaisseau |

## Insignes de grade
- Tenues de service courant :
  - épaulette rigide,

Insigne de :
- capitaine de frégate
- Commander

  - manchon d'épaule ou « épaulette molle » ;
- Tenue de mess :
  - les tenues de mess sont reprises de l'ancienne marine royale canadienne, dont les traditions étaient celles de la Royal Navy britannique.